# Hilary Cofalik
Hilary Cofalik (ur. 7 grudnia 1963, zm. 2 grudnia 2020) – polski sztangista, wicemistrz świata i Europy juniorów.

## Kariera sportowa
Był zawodnikiem Górnika Czerwionka.
W 1983 został wicemistrzem Europy juniorów w kategorii 82,5 kg oraz wicemistrzem świata juniorów w tej samej kategorii wagowej.
Czterokrotnie został mistrzem Polski seniorów (1985, 1986, 1987, 1988), raz wicemistrzem Polski seniorów (1991), we wszystkich startach w kategorii 82,5 kg.
Na mistrzostwach świata seniorów  w 1986 zajął 10., a w 1987 – 9. miejsce w kategorii 82,5 kg.
Był kierownikiem sekcji podnoszenia ciężarów w klubie MOSiR Łaziska Górne i działaczem Śląskiego Związku Podnoszenia Ciężarów.
Podnoszenie ciężarów uprawiali także jego bracia: Marian, Bogdan i Andrzej.